# Nasza Ukraina (partia polityczna)
Nasza Ukraina (ukr. Наша Україна, NU) – ukraińska partia polityczna o profilu centroprawicowym. Działa od 2005, do 2009 pod nazwą Ludowy Związek „Nasza Ukraina” (ukr. Народний Союз „Наша Україна”, NSNU).

## Historia
Ugrupowanie zostało zawiązane na kongresie 5 marca 2005. W zamierzeniach partia miała zjednoczyć liczne stronnictwa wchodzące dotąd w skład Bloku Nasza Ukraina. Większość z nich (Ludowy Ruch Ukrainy, Reformy i Porządek, Kongres Ukraińskich Nacjonalistów, Ukraińska Partia Ludowa) odmówiła jednak samorozwiązania. Do NSNU przyłączyły się jedynie Partia Solidarność Petra Poroszenki i Młodzieżowa Partia Ukrainy ministra sportu Jurija Pawłenki (partie te formalnie nie zostały zlikwidowane, jednak nie kontynuowały rzeczywistej działalności). Nową formację zasilili też dotychczas niezależni posłowie Naszej Ukrainy (skupieni w grupie „Razem”) i frakcji „Centrum” Wiktora Topołowa, a także niektórzy liderzy innych ugrupowań.
Honorowym przewodniczącym został prezydent Wiktor Juszczenko, faktyczną władzę objęli Roman Bezsmertny i premier Jurij Jechanurow. Silną pozycję w partii do 2006 utrzymywał Petro Poroszenko. Partia przejęła pomarańczową symbolikę, nawiązując do rewolucji z 2004.
W wyborach parlamentarnych w 2006 stronnictwo wystartowało w ramach Bloku Nasza Ukraina, który uzyskał łącznie 81 mandatów (z tego około 45 miejsc przypadło kandydatom związanym z partią). Przez kilka miesięcy NSNU współtworzył koalicyjny rząd Wiktora Janukowycza, następnie przeszedł do opozycji.
Pod koniec 2006 na czele partii stanął Wiktor Bałoha, kilka miesięcy później zastąpił go były wicepremier i do 2005 działacz UNP, Wjaczesław Kyryłenko. W lipcu 2007 partia przystąpiła do koalicji Nasza Ukraina-Ludowa Samoobrona celem wspólnego startu w przedterminowych wyborach parlamentarnych. W Radzie Najwyższej w ramach koalicji NUNS uzyskało około 35 mandatów.
W powołanym w grudniu 2007 rządzie Julii Tymoszenko teki ministerialne z ramienia związku objęli m.in. Mykoła Oniszczuk, Jurij Pawłenko i Ołeksij Kuczerenko. W listopadzie 2008 zjazd partii nowym przewodniczącym ugrupowania mianował Wiktora Juszczenkę. W tym samym roku część działaczy odeszła do Zjednoczonego Centrum. Również w kolejnych latach ugrupowanie traciło na znaczeniu, a jego członkowie odchodzili do innych formacji (m.in. do partii Za Ukrainę! czy Front Zmian). W 2012 ugrupowanie wystawiło własną listę kandydatów do parlamentu, nie przekraczając wyborczego progu.